# Аллея Героев (Элиста)
Аллея Героев — мемориальный комплекс, находящийся на улице Ленина в городе Элисте, Калмыкия. Мемориальный комплекс располагается на пешеходной зоне между зданием Народного Хурала (Парламента) Калмыкии и парком «Дружба».

## История
Аллея Героев была создана в 1965 году по проекту архитектора В. Гиляндикова и скульпторов Н. и Б. Эледжиевых. В 2005 году была проведена реконструкция мемориального комплекса.

## Описание
В центре мемориала в 2005 году установлен памятник генерал-лейтенанту Б. Б. Городовикову. На двух стенах мемориального комплекса находятся барельефы Героев Советского Союза и России, Героев Социалистического труда, которые каким-либо образом были связаны с Калмыкией. На левой стене находятся барельефы 37 Героев Советского Союза и России, на правой стене — барельефы 36 Героев Социалистического Труда.

### Список Героев Советского Союза и России
| - Бадмаев Эренцен Лиджиевич; - Баиров Николай Улюмджаевич; - Басанов Батор Манджиевич; - Баташев Николай Иванович; - Воробьёв Николай Тимофеевич; - Гайирханов, Магомед-Казим Магомед-Камилович; - Даудов Закир Алиевич; - Деликов Эрдни Теледжиевич; - Гермашев Иван Васильевич; - Гиндеев Баатр Александрович; - Городовиков Ока Иванович; - Жигульский Кирилл Матвеевич; - Зигуненко Илья Ефимович; - Крынин Степан Михайлович; | - Лазарев Георгий Меркурьевич; - Лячин Геннадий Петрович; - Лопатин Анатолий Алексеевич; - Манджиев Лиджи Исмаилович; - Мергасов Владимир Вадимович; - Метяшкин Аким Гаврилович; - Очиров Валерий Николаевич; - Попов Фёдор Григорьевич; - Санджиров Николай Мартынович; - Сельгиков Михаил Арыкович; - Турченко Павел Алексеевич; - Хечиев Бембя Манджиевич; - Храпов Николай Константинович. |  |

### Список Героев Социалистического Труда
| - Андреев Гаха Пюрвеевич; - Ануфриенко Василий Никифорович; - Бембешев Эрдне Мендерикович; - Босхомджиев Антон Колумбеевич; - Бурилов Илья Макишевич; - Велигурин Дмитрий Алексеевич; - Венецкий Дмитрий Степанович; - Герюшенко Иван Васильевич; - Гребенюк Андрей Гаврилович; - Гребенюк Мария Андреевна; - Дедов Фёдор Иванович; - Дёмкин Владимир Иванович; - Долот Андрей Фомич; - Дорджиев Санджи Очирович; - Ефентьев Василий Яковлевич; - Запариванный Степан Михеевич; - Ковалёв Родион Васильевич; - Корниенко Николай Ильич | - Кугультинов Давид Никитич; - Литвинов Иван Иванович; - Логвиненко Гордей Андреевич; - Лукшанов Егор Шурткаевич; - Менкенов Гаря Гакович; - Михайличенко Андрей Петрович; - Ненашев Павел Николаевич; - Омельченко Яков Андреевич; - Очиров Борис Дорджиевич; - Попенко Яков Ильич; - Санджиев Х. Б.; - Сергиенко Надежда Георгиевна; - Семененко Афанасий Андреевич; - Ходжгуров Адьян Тюрбеевич; - Чурюмов Сергей Кугультинович; - Шафоростов Павел Васильевич; - Щепин Тихон Михайлович; - Юркова Татьяна Дмитриевна — Герой Труда. - Точка Алексей Тимофеевич |